# Francesc Masferrer Albertí
Francesc Masferrer Albertí (Sant Feliu de Guíxols, 7 de juliol de 1890 - 13 de setembre 1973) fou un autor teatral guixolenc.

## Biografia
Fill i net de rajolers, ja de jove es va sentir atret per les lletres en general i concretament pel món teatral.
Als 17 anys va ingressar a l'agrupació l'Asil Dominical que dirigia Mossèn Sants Boada i en la que va fer tasques d'apuntador. Masferrer tenia pànic als escenaris i la tasca d'apuntador li va brindar l'oportunitat d'endinsar-se en el món teatral sense ser vist. A l'edat de 20 anys va ingressar a l'Agrupació Romea, que dirigia Benet Escriba Romaguera amb la que va participar com apuntador, autor i finalment com a president de l'entitat fins a la seva dissolució el 1960.
Masferrer va ser membre de la Lliga Catalana secretari de les entitats guixolenques Casino dels Nois i de l'Ateneu Deportiu
Com a periodista afeccionat, va col·laborar a diverses publicacions guixolenques: Llevor, Ciutat Nova, ''L'Avi Muné'', La Costa Brava i va dirigir el setmanari ''Espalmatòrium''.
El 1932 va ser nomenat corresponsal literari de la publicació barcelonina Teatre Català on hi va publicar diversos contes.

## Obres de teatre
Va començar a escriure als 20 anys i la seva obra compte amb un total de trenta obres de teatre, de les quals onze van ser posades en escena per l'Agrupació Romea, Pluja d'hivern (1909); La pubilla (1912); Enganyoses aparences  (1914); Aquí i a Tossa  (1915); Traïdoria no venç l'amor (1927); Rosaura, De la vida errant (1928); Per una clavellina (1929); La felicitat dels altres (1934); Pròleg d'un drama (1936); Hostes vingueren … o conseqüències de la grip, probablement escrit el 1936.
Després de l'esclat de la guerra civil el 1936, ja no va tornar a escriure més.
Masferrer va morir el 13 de setembre del 1973 als 83 anys, a la ciutat que l'havia vist néixer, Sant Feliu de Guíxols.